# Алексеев, Иван Васильевич (партийный деятель)
Иван Васильевич Алексеев(15 февраля 1902 — 16 апрель 1982) — советский военно-политический и партийный, государственный и политический деятель, полковник.

## Биография
Родился 15 февраля 1902 г. в городе Елатьма Елатомского уезда Тамбовской губернии Российской империи в русской крестьянской семье. 
Трудовую карьеру начал в 11 лет, работая с апреля 1913 г. пастухом в имении помещика Смольянинова в Елатьме. С марта 1915 г. пастух в хозяйстве кулака Котехова в д. Иванчино Елатомского уезда. Одновременно учился в 3-х классной церковноприходской школе. С ноября 1916 г. пильщик на лесоразработках у лесопромышленника Салазкина. С декабря 1918 г. пильщик, лесной сторож на лесоразработках Октябрьского лесничества.
С мая 1924 г. в Рабоче-крестьянской Красной армии красноармеец пехотной школы им. М.В. Фрунзе. Член ВКП(б) с февраля 1926 года (кандидат с февраля 1925 г.).
С сентября 1925 г. по июнь 1926 г. учащийся губернской школы советского и партийного строительства в Иваново-Вознесенске, после окончания которой был политпросветорганизатором, а с февраля 1927 г. председателем комитета крестьянской взаимопомощи Елатомского волисполкома Тамбовской губернии. С сентября 1928 г. секретарь Гиблицкого волкома ВКП(б) в с. Гиблицы Касимовского уезда Рязанской губернии. С июня 1929 г. заместитель секретаря Елатомского райкома ВКП(б) Центрально-Чернозёмной области. С февраля 1933 г. заместитель секретаря Каменского райкома ВКП(б) в с. Архангельское Тульского округа Московской области. 26 января—10 февраля 1934 года делегат XVII съезда ВКП(б). С декабря 1936 г. 2-й секретарь Спасского райкома ВКП(б) в г. Спасск Московской области. С августа 1937 г. 1-й секретарь Кораблинского райкома ВКП(б) в с. Кораблино. С ноября 1938 г. ответственный организатор ОРПО ЦК ВКП(б) в Москве. С февраля 1939 г. 2-й секретарь Вологодского обкома ВКП(б). С сентября 1940 г. слушатель слушатель Высшей школы партийных организаторов при ЦК ВКП(б), с июля 1941 г. слушатель курсов при Военно-политической академии им. В.И. Ленина в Москве. С началом Великой Отечественной войны вновь в Красной армии. С 16 декабря 1941 по 16 июня 1943 г. начальник политотдела 165-й стрелковой дивизии Уральского военного округа, Ленинградского и Волховского фронтов. В связи с введением в октябре 1942 года в Вооружённых силах СССР единоначалия и отменой института военных комиссаров переаттестован в подполковника 30 ноября 1942 года. С июня 1943 г. старший инспектор по награждению и присвоению воинских званий Главного управления кадров Народного комиссариата обороны СССР. С апреля 1944 г. заместитель начальника политотдела 3-й ударной армии. Участвовал в освобождении Польши.
После войны с ноября 1946 г. председатель Череповецкого горисполкома. С марта 1957 на пенсии. Умер 16 апреля 1982 г. в Череповце.

## Воинские звания
Батальонный комиссар — декабрь 1941;
Старший батальонный комиссар;
Подполковник — 30 ноября 1942;
Полковник — 1945.

## Награды
Орден Красного Знамени (05.04.1945, 30.05.1945), Орден Отечественной войны I степени (15.10.1944), Орден Красной Звезды (19.05.1943), Медаль «За освобождение Варшавы» (09.06.1945), Медаль «За взятие Берлина» (09.06.1945), Медаль «За победу над Германией в Великой Отечественной войне 1941–1945 гг.» (09.05.1945), польским орденом «Кавалеры Виртути».